# Deixa Que Te Leve
Deixa Que Te Leve é uma telenovela portuguesa produzida pela Plural Entertainment e transmitida pela TVI entre 11 de maio de 2009 e 21 de março de 2010 em 283 capítulos, substituindo Feitiço de Amor e sendo substituída por Mar de Paixão nas noites do canal. Foi escrita por Patrícia Muller, para a Casa da Criação, com colaboração de Sandra Santos, Cláudia Sampaio, Lígia Dias e Sara Simões com direção de António Borges Correia. É uma das telenovelas mais assistidas da história da TVI.
Contou com Mariana Monteiro, João Catarré, António Capelo, Vera Kolodzig, Maya Booth, Maria José Paschoal, Vítor Norte, Sofia Nicholson, Suzana Borges, Manuela Maria Sílvia Rizzo Joaquim Horta e João Perry nos papéis principais da trama.

## Sinopse
Maria Della Luce Távora Gonzaga Valenti (Mariana Monteiro), duquesa de Orvieto, farta de ser perseguida pelos paparazzi, abandona Itália, onde vivia com parte da sua família. Em Portugal, mais concretamente Arcos de Valdevez e Peneda, são o refúgio escolhido pela jovem, que dará pelo nome de Luz.
No Minho, a protagonista reencontra Octávio Távora (João Perry), tio materno e proprietário do Hotel Paço da Nascente, o que levará Luz a conhecer Pedro Alves (João Catarré), um rapaz humilde e amigo dos lobos. Opostos, os jovens apaixonam-se, apesar de ele estar comprometido com outra rapariga, Márcia Sousa Carrapiço (Maya Booth).
História que levará, quase obrigatoriamente, a um triângulo amoroso. Octávio, devido ao facto de estar a ser vítima de chantagem, perde a exploração de um nascente e acaba por morrer vítima de enfarte. A sobrinha Luz irá descobrir o que se passou, até porque fica a cargo do hotel e, consequentemente, descobre os problemas do tio. Além da região minhota, o enredo passa também por Lisboa, e na capital, Luz vai encontrar algumas respostas para o que se passou com o tio. Para isso, chega a ser assaltada, numa altura em que procura Delfina Calçada (Maria José Pascoal), com que o tio teve uma relação fortuita, da qual nasceu Filipa Calçada (Vera Kolodzig), que ele nunca reconheceu como filha.

## Elenco
| Ator/Atriz       | Personagem                                    | Papel        |
| ---------------- | --------------------------------------------- | ------------ |
| Mariana Monteiro | Maria Della Luce (Luz) Távora Gonzaga Valenti | Protagonista |
| João Catarré     | Pedro Alves                                   | Protagonista |
| António Capelo   | Fernando Teixeira de Sá                       | Antagonista  |
| Vera Kolodzig    | Filipa Calçada                                | Antagonista  |
| Maya Booth       | Márcia Cristina Sousa Carrapiço               | Antagonista  |

| Ator/Atriz          | Personagem                               | Papel          |
| ------------------- | ---------------------------------------- | -------------- |
| Vítor Norte         | Domingos (Mingos) Manuel Sousa Carrapiço | Coprotagonista |
| Joaquim Horta       | Vicenzo Rami                             | Coprotagonista |
| Sílvia Rizzo        | Lídia Teixeira de Sá                     | Coprotagonista |
| Maria José Paschoal | Delfina Calçada                          | Coprotagonista |
| Sofia Nicholson     | Gertrudes Sousa Carrapiço                | Coprotagonista |

| Ator/Atriz         | Personagem                             | Papel            |
| ------------------ | -------------------------------------- | ---------------- |
| Rúben Gomes        | Xavier Teixeira de Sá                  | Elenco Principal |
| João Cabral        | Inácio Rodrigues                       | Elenco Principal |
| Susana Arrais      | Jacinta Lamego Antunes                 | Elenco Principal |
| Sónia Brazão       | Teresa Teixeira de Sá Rodrigues        | Elenco Principal |
| Diana Nicolau      | Francisca Teixeira de Sá               | Elenco Principal |
| Isaac Alfaiate     | Manuel (Manel) Roberto Sousa Carrapiço | Elenco Principal |
| Vítor Rodrigues    | Carlos Paulo Antunes                   | Elenco Principal |
| Júlia Belard       | Maria da Graça Coelho                  | Elenco Principal |
| Melânia Gomes      | Penélope Bívar                         | Elenco Principal |
| Luís Lourenço      | Tommaso Távora Gonzaga Valenti         | Elenco Principal |
| Célia Marisa Perez | Sara Gomes                             | Elenco Principal |
| Ângelo Rodrigues   | Germano Torres                         | Elenco Principal |
| Marta Andrino      | Catarina Teixeira de Sá Rodrigues      | Elenco Principal |
| Teresa Macedo      | Marina Calçada Távora                  | Elenco Principal |
| Nuno Brandão       | Rui Moreira                            | Elenco Principal |

Elenco Recorrente
- João Saboga - Viriato
- Marina Albuquerque - Amália
- Roberto Candeias - Jerónimo
- Elisabete Piecho - Angelina
- Cristiana Milhão - Irene
- Nuno Pardal - Jorge Branco
- Vanessa Martins - Isaura
- António Melo - Sérgio Baptista
- Rute Miranda - Violante
- Cristina Cunha - Carla Margarida
- João Pedro Silva - Samuel
- António Aldeia - Cassiano
- Tobias Monteiro - Frederico
- Guilherme Barroso - Artur
- Álvaro Faria - Dr. Pires
- Augusto Portela - Dr. Sarmento

Actores convidados
- Manuela Maria - Joana Alves
- Estrela Novais - Maria Rita Antunes
- José Eduardo - João Manuel Antunes

Participações especiais
- Luís Lucas - Massimo Gonzaga Valenti
- Suzana Borges - Sofia Távora Gonzaga Valenti
- Cremilda Gil - Lurdes
- João Perry - Octávio Távora

Elenco infantil
- Ana Rita Silva - Conceição Lamego Antunes
- André Caramujo - André Teixeira de Sá Rodrigues

Elenco 1994/1995
- Sara Carapeto - Maria della Luce (Luz) Távora Gonzaga Valenti
- Rodolfo Venâncio - Pedro Alves

Elenco adicional
- Bruno Mateus
- Bruno Rosa - Miguel
- Diogo Raquel - Estudante
- Paulo Manso
- Ronaldo Bonacchi - Paparazzo
- Rosário Dias
- Tiago Teotónio Pereira - Marco
- Rui Pedro maia - Rogério

## Banda sonora
CD 1:
1. Paulo Gonzo e Lúcia Moniz - Leve Beijo Triste
2. Dido - Don't Believe in Love
3. João Pedro Pais - A Palma e a Mão
4. Tiago Bettencourt - O Jogo
5. Jem - It`s Amazing
6. Delfins - Não Tenhas Pressa
7. EZ Special - Soneto dos Sapatos Pretos
8. Per7ume - Amor em Gramas
9. Tony Carreira - Se Me Vais Deixar
10. João Portugal - Não Pode Acabar
11. FF - O Jogo Recomeça
12. Diana Lucas - Tu Corres em Mim
13. Ricardo Azevedo - O Beijo
14. Cristina Branco - Margarida
15. Luís Represas - Voo da Garça
16. Helena Caspurro - Se
17. Sugarleaf - Num Simples Olhar
18. Adriana - Em Contramão

CD 2:
1. Pedro Khima - Dá-me Sede
2. The Fray - You Found Me
3. Cazino - Lição de Voo
4. Lenka - The Show
5. Neruda - As Queixas que a Natureza nos Faz
6. UHF - O Tempo é Meu Amigo
7. Diana Lucas - Pontas Soltas
8. Vintém - É só conversa
9. Humus - Sou Terra
10. Luiz e a Lata - Começamos ao Contrário
11. Varuna - Ama-me Outra Vez
12. seBENTA - Essa Razão
13. Bubblebath - Quero ser livre e voar
14. Bruno Correia - Hoje não vou mais chorar
15. Sónia Costa - Eu Dou
16. Slide - Sopro Ausente
17. Artur - Tatuagem

E ainda:
- EZ Special e Paulo Gonzo - Segredos

## Reposições
Foi reposta pelo canal TVI Ficção entre 5 de junho de 2014 e 1 de maio de 2015, substituindo Saber Amar e sendo substituída por Dei-te Quase Tudo. Foi de novo reposta na TVI Ficção entre o inicio de janeiro de 2019 e 19 de outubro de 2019.
A telenovela foi reexibida entre 29 de junho de 2016 e 15 de setembro de 2017, ao longo de 298 episódios, ao início da tarde, na TVI. Substituiu Mundo Meu e foi substituída por Espírito Indomável.
A telenovela voltou ao ecrã da TVI no dia 16 de fevereiro de 2024, durante a madrugada, substituindo uma reposição de Mistura Fina e sendo substituída por uma reposição de Sedução, em agosto de 2024.

## Audiências
Deixa que te Leve estreou a 11 de aio de 2009 com 23,5% de audiência média e 52,8% de share, que foi igualmente o melhor registo da telenovela. O último episódio foi transmitido no domingo, 21 de março de 2010, e alcançou 20,5% de audiência média e 58,7% de share.
| Média | Média     | Episódios exibidos | Rating | Share |
| ----- | --------- | ------------------ | ------ | ----- |
| 2009  | Maio      | 18                 | 16,6%  | 42,5% |
| 2009  | Junho     | 27                 | 14,2%  | 38,2% |
| 2009  | Julho     | 26                 | 12,8%  | 35,2% |
| 2009  | Agosto    | 27                 | 11,9%  | 34,3% |
| 2009  | Setembro  | 25                 | 13,4%  | 34,8% |
| 2009  | Outubro   | 28                 | 14,6%  | 40,4% |
| 2009  | Novembro  | 27                 | 14,8%  | 42,5% |
| 2009  | Dezembro  | 28                 | 14,7%  | 41,7% |
| 2010  | Janeiro   | 31                 | 15,3%  | 42,9% |
| 2010  | Fevereiro | 27                 | 14,6%  | 42,3% |
| 2010  | Março     | 19                 | 15,5%  | 46,4% |
| Total | Total     | 283                | 14,4%  | 40,1% |

## Audiências (2016-2017)
O primeiro episódio de sua reexibição na TVI ao início da tarde atingiu 4,8% de audiência e 22,9% de share. Já o derradeiro episódio despediu-se com 4,2% de audiência e 25,0% de share. Com 298 episódios exibidos, Deixa Que Te Leve fechou com uma audiência média de 4,2% e um share de 22,8%. Durante a sua exibição, a trama foi líder de audiências durante o confronto direto com uma reposição de Laços de Sangue, na SIC, e O Sábio e Bem-Vindos a Beirais, na RTP1.